# Nipponnemertes madagascarensis
Nipponnemertes madagascarensis är en djurart som tillhör fylumet slemmaskar, och som först beskrevs av Kirsteuer 1965.  Nipponnemertes madagascarensis ingår i släktet Nipponnemertes och familjen Cratenemertidae. Inga underarter finns listade i Catalogue of Life.